# Верд Вилиџ (Аризона)
Верд Вилиџ (енгл. Verde Village) насељено је место без административног статуса у америчкој савезној држави Аризона.

## Демографија
По попису из 2010. године број становника је 11.605, што је 995 (9,4%) становника више него 2000. године.
| Група             | 2000.         | 2010.         |
| Белци             | 9.077 (85,6%) | 8.647 (74,5%) |
| Афроамериканци    | 34 (0,3%)     | 58 (0,5%)     |
| Азијати           | 49 (0,5%)     | 57 (0,5%)     |
| Хиспаноамериканци | 1.186 (11,2%) | 2.512 (21,6%) |
| Укупно            | 10.610        | 11.605        |